# Zona hostil
Zona hostil és una pel·lícula bèl·lica espanyola basada en un succés real de l'Exèrcit espanyol a l'Afganistan. Està dirigida per Adolfo Martínez Pérez i protagonitzada per Ariadna Gil, Raúl Mérida, Roberto Álamo i Antonio Garrido.
La pel·lícula va comptar amb un pressupost pròxim als cinc milions d'euros i va tenir gran suport de l'exèrcit espanyol, que va cedir tres helicòpters de càrrega Chinook i dos d'atac Tigres. Va ser estrenada el 10 de març de 2017. Va tenir una recaptació de 874.360 € i prop de 145.000 espectadors. Rodada en diferents punts d'Espanya, les pròpies Forces Armades espanyoles van col·laborar en el rodatge.

## Sinopsi
Afganistan, any 2012. Dos soldats estatunidencs ferits són protegits pel tinent Conte (Raúl Mèrida) fins que aquests puguin ser evacuats. La capitana Varela (Ariadna Gil), metge militar, acudeix al rescat en un helicòpter de l'Exèrcit Espanyol, però durant l'aterratge aquest queda atrapat en el terreny. El comandant Ledesma (Antonio Garrido) proposa un arriscat pla per a rescatar-los a tots i, a més, emportar-se el vehicle accidentat.

### Base real
La pel·lícula d'Adolfo Martínez està basada en el succés real esdevingut entre el 3 i el 4 d'agost de 2012: Un helicòpter Super Puma de tipus MEDEVAC, pertanyent al destacament HELISAF, amb la tripulació pertanyent a l'Exèrcit de l'Aire, incloent-hi integrants de l'Esquadró de Sapadors Paracaigudistes, bolca en fer terra a les 22.20 (hora local) per a rescatar dos soldats estatunidencs en un punt situat 50 km al nord de Bala Murghab (prop de la frontera amb Turkmenistan).
A les 22.25 l'altre Super Puma que actuava com a escorta abandona el lloc després d'informar els comandaments pel fet que ha entrat en la reserva del seu combustible. Durant el temps que va trigar a arribar el grup de rescat, els soldats espanyols, membres del cos de l'EZAPAC, havien d'enfrontar-se a quatre envestides d'insurgents que s'estimen en més d'un centenar de paramilitars.
A les 11.55 del dia 4 d'agost, el comboi aeri de rescat format per dos helicòpters Chinook flanquejats per dos helicòpters d'atac italians AW129 Mangusta arriben a la zona (En la pel·lícula són helicòpters Tigre, espanyols, encara que aquests no van arribar a l'Afganistan fins a 2013; però no es va poder obtenir cap Mangusta per a la pel·lícula). Els helicòpters d'atac s'avancen per a fer fugir la quarta envestida dels insurgents. Per a les 12.37 el comboi amb els soldats i el Super Puma carregats van arribar a la base de Qala i Naw.

## Repartiment
| Personatge          | Actor                 |
| ------------------- | --------------------- |
| Capità Varela       | Ariadna Gil           |
| Tinent Conte        | Raúl Mérida           |
| Capità Torres       | Roberto Álamo         |
| Comandant Ledesma   | Antonio Garrido       |
| Caporal Sánchez     | Ingrid García-Jonsson |
| Sergent 1s Aguilar  | Jacobo Dicenta        |
| Caporal 1a Carranza | Ismael Martínez       |
| Alferes Abda        | Nasser Saleh          |

## Estrenes i distribució internacional
La pel·lícula va ser preestrenada en Maestro Padilla, comptant la majoria de les entrades de la sessió amb membres de la Legió Espanyola així com amb la presència de la ministra espanyola de Defensa, María Dolores de Cospedal.
A més d'Espanya, la pel·lícula s'ha visionat en cinemes de França, la Xina, Corea del Sud i el Japó, on la pel·lícula es va traduir a vegades com Rescue Under Fire.

## Nominacions
Medalles del Cercle d'Escriptors Cinematogràfics
| Categoria                 | Persona         | Resultat |
| ------------------------- | --------------- | -------- |
| Millor banda sonora       | Roque Baños     | Nominat  |
| Millor director revelació | Adolfo Martínez | Nominat  |

Premis Goya
| Any  | Categoria                 | Nominat                  | Resultat |
| ---- | ------------------------- | ------------------------ | -------- |
| 2017 | Millor cançó original     | Roque Baños              | Nominada |
| 2017 | Millors efectes especials | Reyes Abades Curro Muñoz | Nominats |